# Christos Zacharakis
Christos Zacharakis, gr. Χρήστος Ζαχαράκις (ur. 28 lipca 1939 w Atenach, zm. 3 grudnia 2023 tamże) – grecki dyplomata, prawnik i polityk, ambasador w różnych krajach, od 1999 do 2004 poseł do Parlamentu Europejskiego.

## Życiorys
Ukończył w 1962 studia w szkole prawa przy Uniwersytecie Ateńskim, dwa lata później zaczął służbę w greckim korpusie dyplomatycznym.
Zajmował stanowiska wicekonsula w Nowym Jorku (1965–1966), następnie pierwszego sekretarza w Kopenhadze (do 1969) i w krajowej delegacji przy NATO (do 1972). Od 1973 do 1974 był konsulem generalnym w Aleksandrii, w latach 70. pełnił też funkcję radcy w ambasadzie w Nikozji i dorady ds. dyplomacji premiera Konstandinosa Karamanlisa. W 1979 objął pierwszą placówkę w randze ambasadora na Cyprze. W 1986 został stałym przedstawicielem Grecji przy NATO w Brukseli, a trzy lata później ambasadorem w Waszyngtonie. W 1993 wrócił do pracy w resorcie, przez rok był sekretarzem generalnym Ministerstwa Spraw Zagranicznych. Następnie objął stanowisko stałego przedstawiciela przy ONZ.
Z administracji państwowej odszedł w 1999, kandydując z powodzeniem z ramienia Nowej Demokracji do Parlamentu Europejskiego V kadencji. Należał do grupy chadeckiej, pracował m.in. w Komisji Spraw Zagranicznych, Praw Człowieka, Wspólnego Bezpieczeństwa i Polityki Obronnej (od 2002 jako jej wiceprzewodniczący).
Po odejściu z PE w 2004 ponownie zajął się pracą w dyplomacji. Został specjalnym pełnomocnikiem MSZ ds. OBWE.